# پیغوی بزرگ

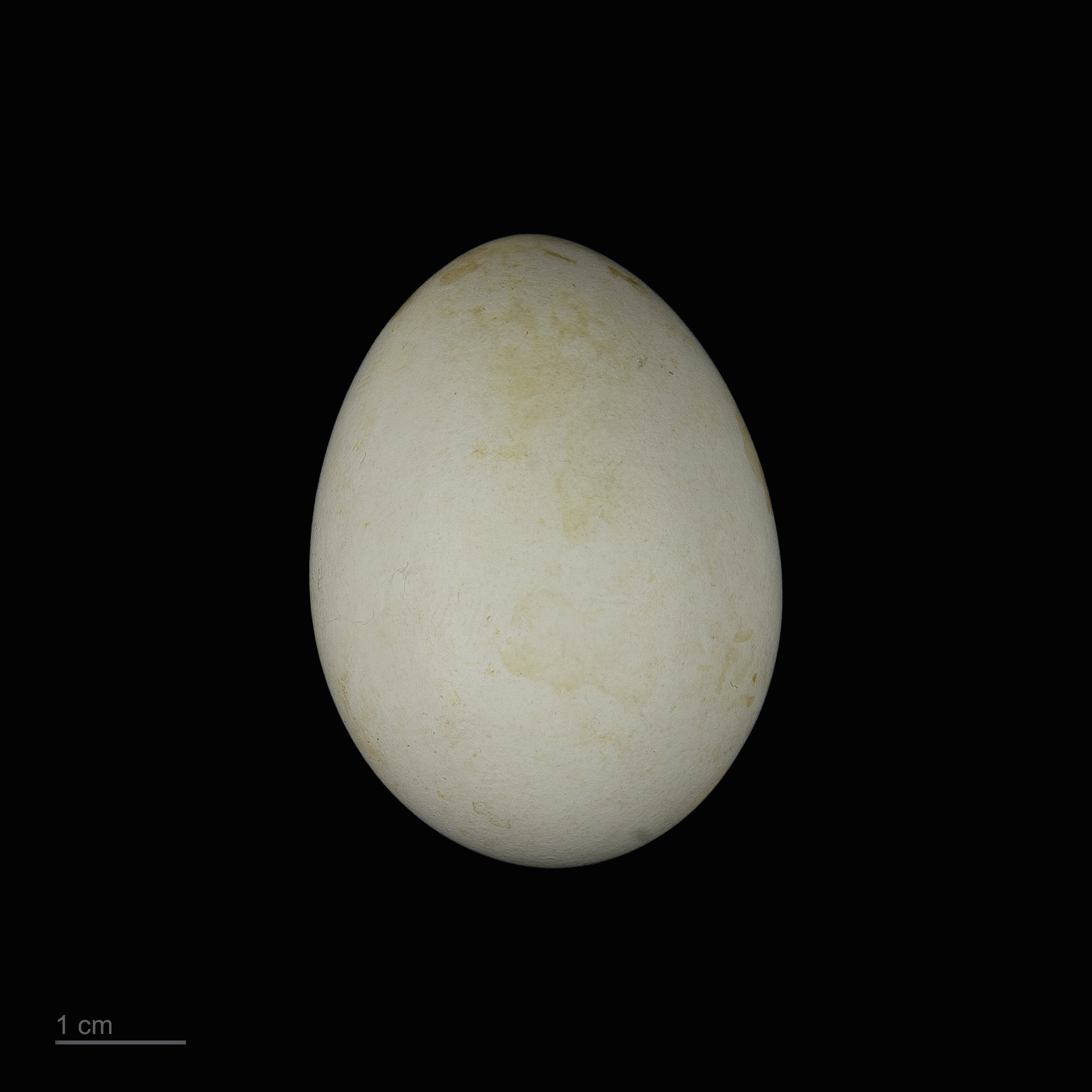
Accipiter brevipes

پیغوی بزرگ یا بازگنجشکی شامی (نام علمی: Accipiter brevipes) پرنده شکاری کوچکی از خانوادهٔ بازان است.
پیغوی بزرگ در مناطق جنگلی بالکان و یونان تا شرق روسیه تخم‌گذاری می‌کند و برای زمستان‌گذرانی به نواحی جنوبی‌تر از مصر تا غرب ایران مهاجرت می‌کند. مهاجرت پیغو در دسته‌های بزرگ انجام می‌شود. پیغوی بزرگ روی درختان لانه‌سازی می‌کند و ۳ تا ۵ تخم می‌گذارد. از پرندگان کوچک، حشرات و مارمولکها تغذیه می‌کند و در شکار بر عنصر غافل‌گیری تکیه دارد.
این پرنده یک شکارچی کوچک با بال‌های پهن کوتاه و دمِ دراز است، ویژگی‌هایی که برای مانور در میان درختان مناسبند. پیغوی بزرگ شباهت زیادی به قرقی دارد و مادهٔ آن را به دشواری می‌توان از مادهٔ قرقی تشخیص داد. دمش کوتاهتر، و بال‌هایش درازتر و نوک‌تیزتر از قرقی است و همین آن را ظاهری شاهین-مانند می‌بخشد. طول بدن پیقوی نر ۳۰ تا ۳۷ سانتیمتر و فاصلهٔ انتهای دو بالش ۶۳ تا ۷۶ سانتی‌متر دارد. ماده‌ها بزرگترند اما اختلاف اندازهٔ دو جنس در حد قرقی نیست. سطح زیرین بال‌ها سفید، نوک بال‌ها سیاه و رنگ چشم وی همچون دیگر پرندگان این خانواده به‌طور کامل زرد نیست بلکه به قهوه‌ای و قرمز می‌گراید. سطح پشتی پرندهٔ نر خاکستری سربی و پرندهٔ ماده خاکستری ذغالی است.